# Expansion (Wirtschaft)
Expansion (lateinisch expandere, „ausdehnen“) ist in der Volkswirtschaftslehre das Wirtschaftswachstum, in der Mikroökonomie das Marktwachstum oder in der Betriebswirtschaftslehre das Unternehmenswachstum.
Der Begriff Expansion steht daher in den Wirtschaftswissenschaften für verschiedene Konzepte. In der Volkswirtschaftslehre wird er unter anderem im Zusammenhang mit Wirtschaftswachstum (vgl. Wachstumstheorie) gebraucht, meistens jedoch im Zusammenhang mit der Konjunkturtheorie als Expansionsphase. Als Expansion wird auch die Konjunkturphase des Wirtschaftsaufschwungs bezeichnet. In diesem Sinne bezeichnet Expansion positive Einschätzungen der Wirtschaftssubjekte, günstige Produktionsbedingungen und eine insgesamt steigende Produktion. In der Geldpolitik bezieht sich Expansion auf die Ausdehnung der Geldbasis (monetäre Expansion). In der Betriebswirtschaftslehre unterscheidet man zwischen internem Wachstum durch Steigerung der Marktanteile oder externem durch Unternehmenskäufe oder Fusionen.
Darüber hinaus kann Expansion auch allgemein für das Wachstum einer Nation (z. B. England im 17. Jahrhundert), eines Unternehmens oder auch eines Marktes stehen.
Eine Expansionspolitik wird heute als internationale Expansion durch Unternehmen betrieben, um neue Absatzmärkte zu gewinnen. Expansionspolitik, auch territoriale Expansion, im traditionellen Sinn meint hingegen den Kolonialismus (die meist staatlich geförderte Inbesitznahme auswärtiger Territorien, 19. Jahrhundert). Die internationale Expansion der Märkte ist (neben der Arbeitsteilung) eine wesentliche Bedingung des Freihandels (vgl. auch Globalisierung).

## Volkswirtschaftslehre

### Konjunkturtheorie
In der klassischen Konjunkturtheorie ist sie eine von vier Phasen (neben Hochkonjunktur, Rezession und Depression). In dieser Phase wirtschaftlichen Aufschwungs steigt die Produktion, sinken Arbeitslosenquoten und Zinsen und werden optimistische Prognosen zur wirtschaftlichen Entwicklung gebildet.

### Geldpolitik und Fiskalpolitik
Expansive Geldpolitik ist eine geldpolitische Maßnahme der Ausdehnung der Geldmenge oder des Geldangebotes einer Zentralbank. Dadurch wird versucht, wirtschaftspolitische Ziele zu erreichen. Eine Verknappung der Geldmenge wird als restriktive Geldpolitik bezeichnet. Die expansive Fiskalpolitik hingegen ist eine finanzpolitische Maßnahme des Staates, die entweder zu einer Erhöhung der Staatsausgaben oder zu einer Senkung der Steuern führt. Diese bewirkt eine Zunahme des Budgetdefizits.
Expansion steht in diesem Sinne lediglich für eine Zunahme oder Verstärkung der jeweiligen Politikausrichtung.

## Betriebswirtschaftslehre

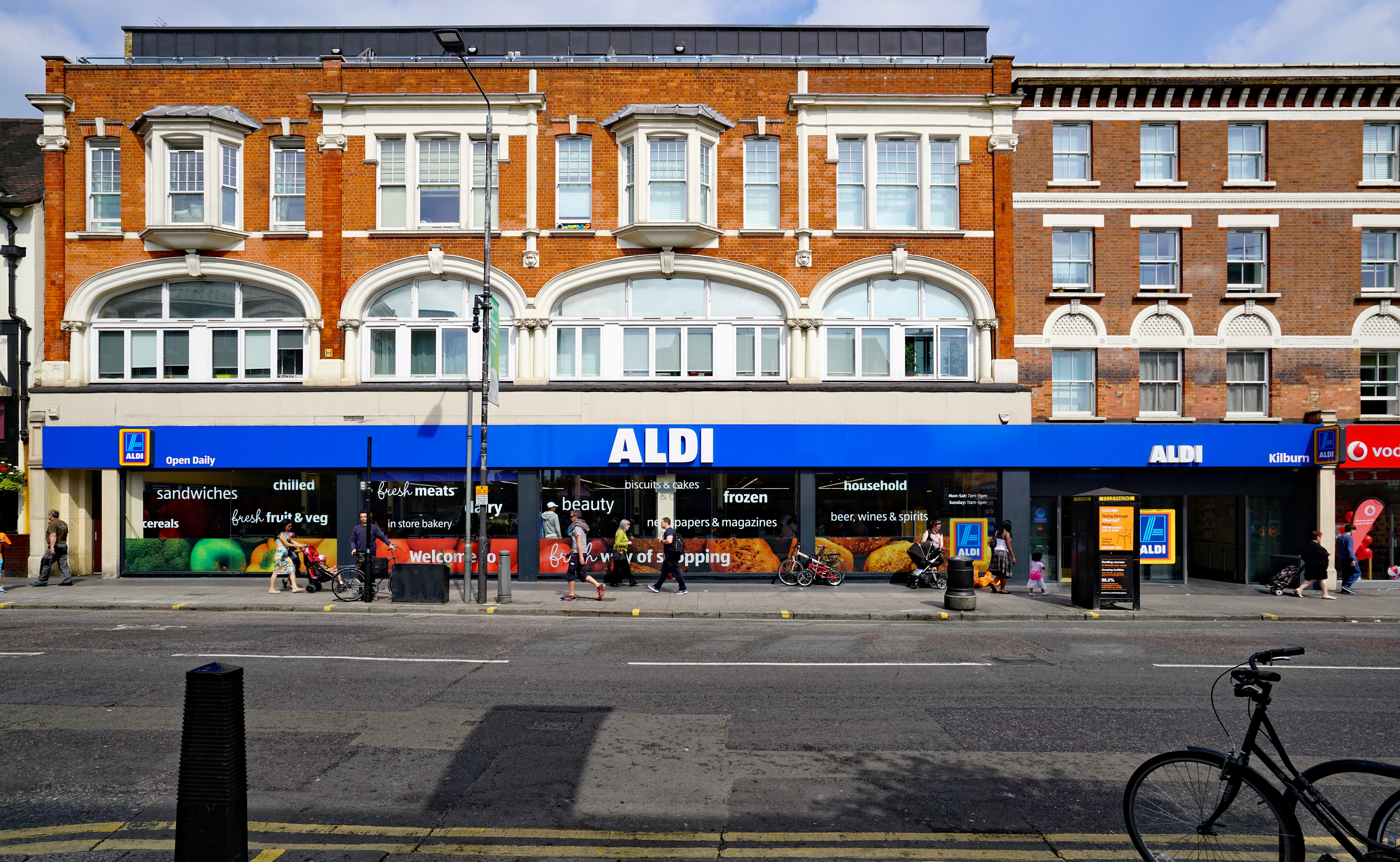
Expansion in der Wirtschaft: Der aus Deutschland kommende Discounter Aldi expandierte nach den Erfolgen von Aldi Nord und Aldi Süd in Deutschland in die ganze Welt, 2017 sind Aldi Nord und Aldi Süd nach ihrem Bruttoumsatz die erfolgreichsten Discounter-Konzerne weltweit (hier eine Aldi-Filiale in London).

In der Betriebswirtschaftslehre beschäftigt sich mit der Expansion im Zusammenhang mit Unternehmen. Expansion kann hier etwa den Ausbreitungsprozess einer erfolgreichen Innovation, Strategie oder eines Produktes bezeichnen. Andere Dimensionen sind das Erschließen neuer Märkte oder die Eröffnung neuer Filialen. Aber auch anhand der Mitarbeiterzahl oder Marktanteile sowie Investitionen lässt sich eine unternehmerische Expansion erkennen.
Im Einzelhandel versteht man unter Expansion die Suche nach geeigneten Standorten unter Berücksichtigung von sozio-demografischen Daten wie Kaufkraft, Zentralität, Arbeitslosenquote oder Einwohnerzahl (z. B. von der GFK), Prüfung der Standorte nach den eigenen Erfolgsfaktoren (Ziellagen, bauliche Voraussetzungen, Marketing, Vertragslaufzeiten). Eine große Anzahl von Maklerangeboten wird dabei meist in Datenbanken erfasst und auf bereits vorhandene Offerten geprüft, um die Zahlung doppelter Provisionen zu vermeiden. Bestenfalls werden alle Bewertungsschritte und gesammelte Informationen digital erfasst und für die weitere Bewirtschaftung genutzt. Das Handelsumfeld der Standorte kann mittels verschiedener Technologien in Karten visualisiert werden (MapPoint, Google Maps oder Bing).

### Produktpolitik und Management
Expansion kann durchaus zu einer Strategie der Produktpolitik gezählt werden (Expansionsstrategie). Eine geographische Expansion könnte die Erschließung von Einzelmärkten oder dem Weltmarkt bezeichnen. Allerdings treten in diesem Bereich einige begriffliche Überschneidungen auf. So bezeichnet die Diversifikationsstrategie ebenfalls eine Ausweitung des Sortiments, etwa neuer Produkte für neue Märkte.
Im Versandhandel beschreiben Expansionsstrategien die Nutzung einer Kernkompetenz, um in ein Marktsegment vorzudringen. Etwaige Kombination für Expansionsstrategien sind in diesem Fall die Sortimentsstrategie, die Zielgruppenstrategie oder die Fulfillmentstrategie.
Standortstrategien werden unter anderem in Expansions-, Konzentrations- und Kontraktionstrategien eingeteilt. Investive Expansionsstrategien werden manchmal in organische und anorganische Expansionen unterschieden. Anorganisch meint hier außerhalb der regulären unternehmerischen Tätigkeit, etwa eine Übernahme (vgl. Mergers & Acquisitions). Organische Strategien hingegen sind der Ausbau des Filialnetzes, von Niederlassung (Wirtschaft)|Niederlassungen, Produktionsflächen oder Mitarbeiterzahl. Die Strategie der Übernahme wird auch als externe Expansion bezeichnet, im Gegensatz zur Möglichkeit interner Expansion, etwa neuen Anlagen und Arbeitern.
In diesem Zusammenhang fallen noch folgende Begriffe:
- Greenfield expansion: bezeichnet eine Investition "auf der grünen Wiese", d. h. Gebäude müssen gebaut werden, evtl. muss auch Infrastruktur (Straßenanbindung, Parkplätze etc.) angelegt werden.
- Brownfield expansion: bezeichnet eine Investition auf einem Grundstück mit oder ohne Gebäude, das ehemals noch wirtschaftlich genutzt wurde und zur Neunutzung bereitsteht. Umbau-/Neubaumaßnahmen oder Sanierungen können hierzu nötig sein. Das Gelände kann durch die frühere Nutzung umweltbelastet sein.
- Greyfield expansion: bezeichnet eine Investition auf einem verlassenen Grundstück, welches bereits bebaut ist (siehe Konversion). Des Weiteren besteht bereits im Wesentlichen eine Infrastruktur (Straßenanbindung, Parkplätze, Kanalisation etc.). Es liegen keine Umweltbelastungen vor (Bodenkontamination etc.), die zunächst saniert werden müssten.